# Kaisergrab im Bamberger Dom
Das Kaisergrab im Bamberger Dom ist die Grablege des heiliggesprochenen Kaiserpaars Heinrich II. und Kunigunde im Bamberger Dom. Das Hochgrab (Tumba) wurde in den Jahren 1499 bis 1513 in der Werkstatt des Bildhauers Tilman Riemenschneider geschaffen. Nachdem es danach mehrmals im Dom verschoben worden war, befindet es sich seit 1971 am östlichen Ende des Mittelschiffs.

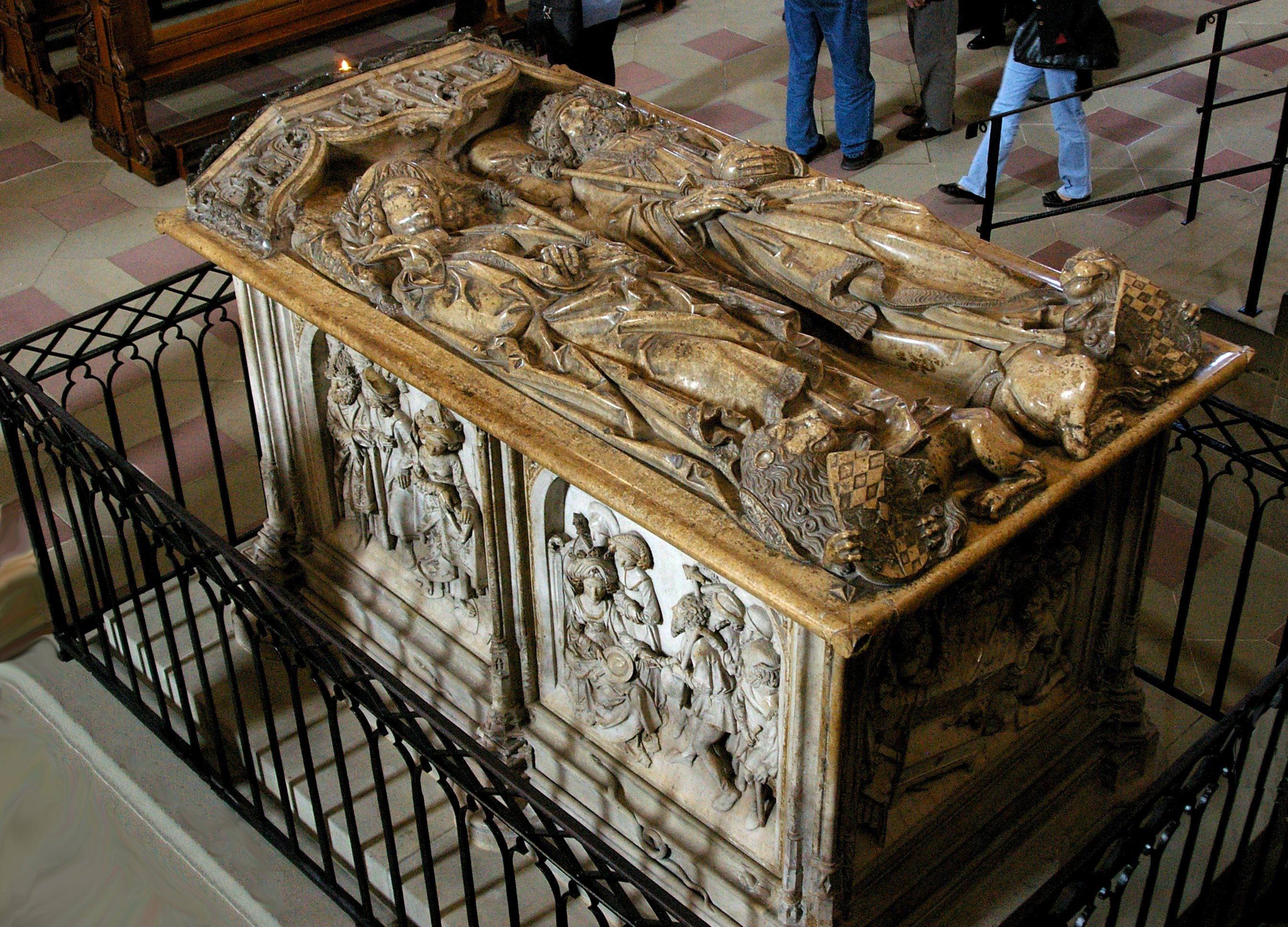
Kaisergrab im Bamberger Dom

## Beschreibung
Die Tumba besteht aus marmorähnlichem Kalkstein, vermutlich aus Alttertiär-Lithothamnienkalkstein, und misst 241 cm in der Länge, 116 cm in der Breite und 143 cm (mit Sockel 181 cm) in der Höhe.
Die Reliefs auf den Seitenwänden zeigen Legenden aus dem Leben des Kaiserpaars:

### Die Feuerprobe

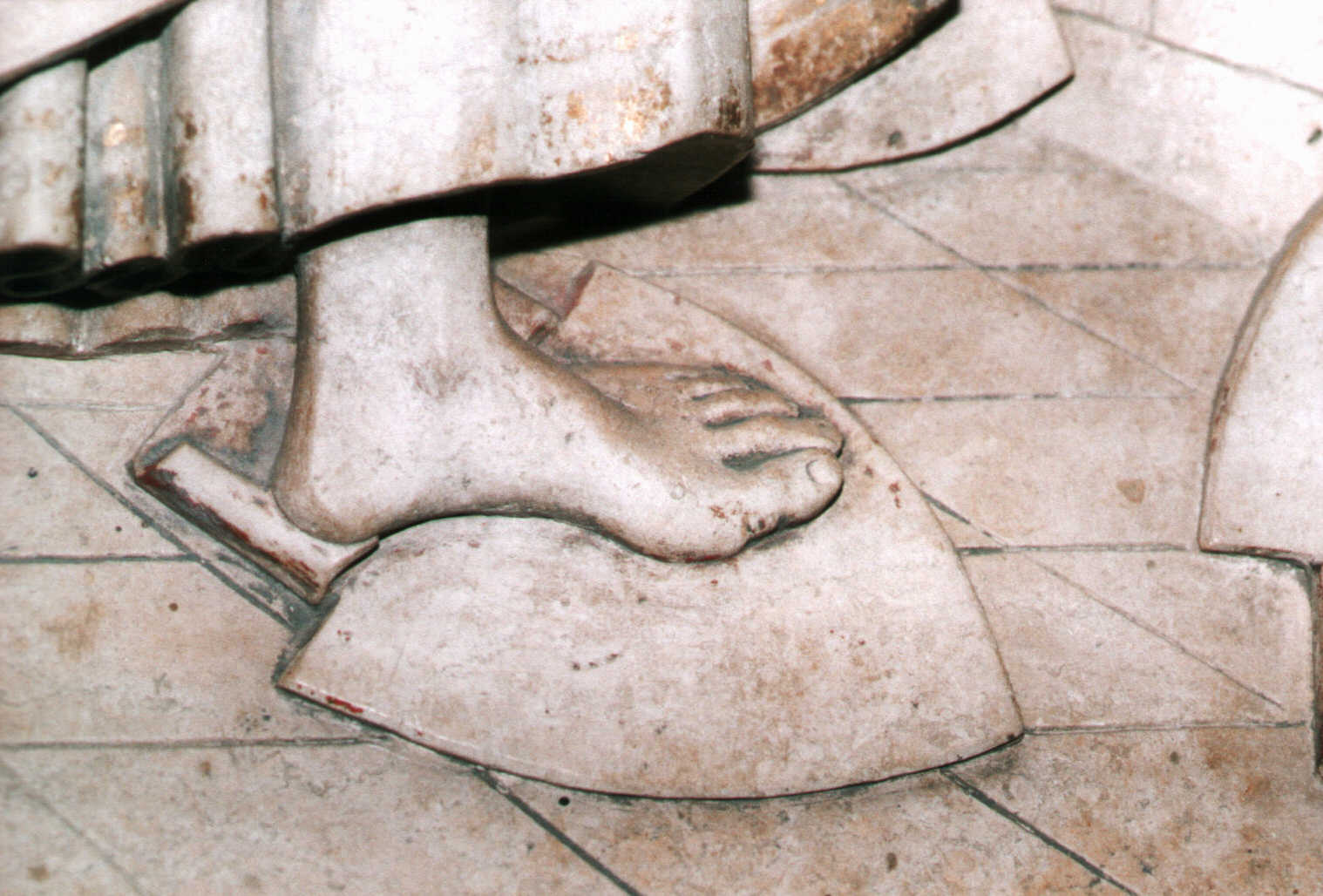
Kunigundes Fuß auf der Pflugschar (Ausschnitt)

Heinrich wurde zugeflüstert, dass Kunigunde ihm untreu gewesen sei, deshalb musste die Kaiserin als Gottesurteil über glühende Pflugscharen gehen und blieb dabei unverletzt:
„Kaiser Heinrich II. und Kunigund, die blieben beide unbefleckt bis an ihren Tod. Der Teufel wollte sie da unehren, daß sie der Kaiser zieh von eines Herzogen wegen, mit dem sollte sie in Ungebühr stehen. Die Fraue bot dafür ihr Recht, dazu kam manich Bischöfe und Fürsten. Da wurden sieben glühende Eisenschaaren gelegt, die sollte die Fraue treten. Sie hub auf ihre Hände zu Gott und sprach: ‚Gott, du weißt wohl allein meine Unschuld; ledige mich von dieser Noth, als du thätest der guten Susanne von der ungerechten Bezeugniß!‘ Sie trat die Schaar kecklich und sprach: ‚sieh Kaiser, so schuldig ich deiner bin, bin ich aller Männer.‘ Da ward die Fraue gereinigt mit großen Ehren. Der König fiel ihr zu Füßen und die Herren alle.“

### Der gerechte Lohn
Das Pfennigwunder der heiligen Kunigunde zeigt, wie die Kaiserin persönlich den Lohn für die Bauleute von Sankt Stephan auszahlte. Ein Handwerker, der mehr nehmen wollte als ihm zustand, schrie vor Schmerzen auf, weil er einen glühenden Pfennig ergriff:
„Im Dom zu Bamberg befindet sich das Grab des heiligen Paares Heinrich und Kunigunde. Ein Bildwerk dieses Grabmales zeigt die Kaiserin, wie sie die Bauleute der Stephanskirche bezahlt. Es war nämlich unter den Werkleuten ein bösartiger, unzufriedener Mann, der bestahl den Schaffner des Baues beim Ausbezahlen, so daß die bestimmte Summe niemals zureichen wollte. Man konnte dem Diebe lange nicht auf die Spur kommen. Da begab sich die heilige Kunigundis eines Tages selbst unter die Werkleute, und hielt eine Schale dar, aus welcher sich jeder seinen Pfennig nahm. Auch der Dieb griff in die Schale, nahm aber, wie früher, unvermerkt mehrere Pfennige. Kaum hatte er sie ergriffen, als ihm die Hände entsetzlich brannten, so daß er heulend davonlief, und als er nach Hause kam, nur noch Einen Pfennig in der Hand hatte.“

### Heinrich auf dem Sterbebett

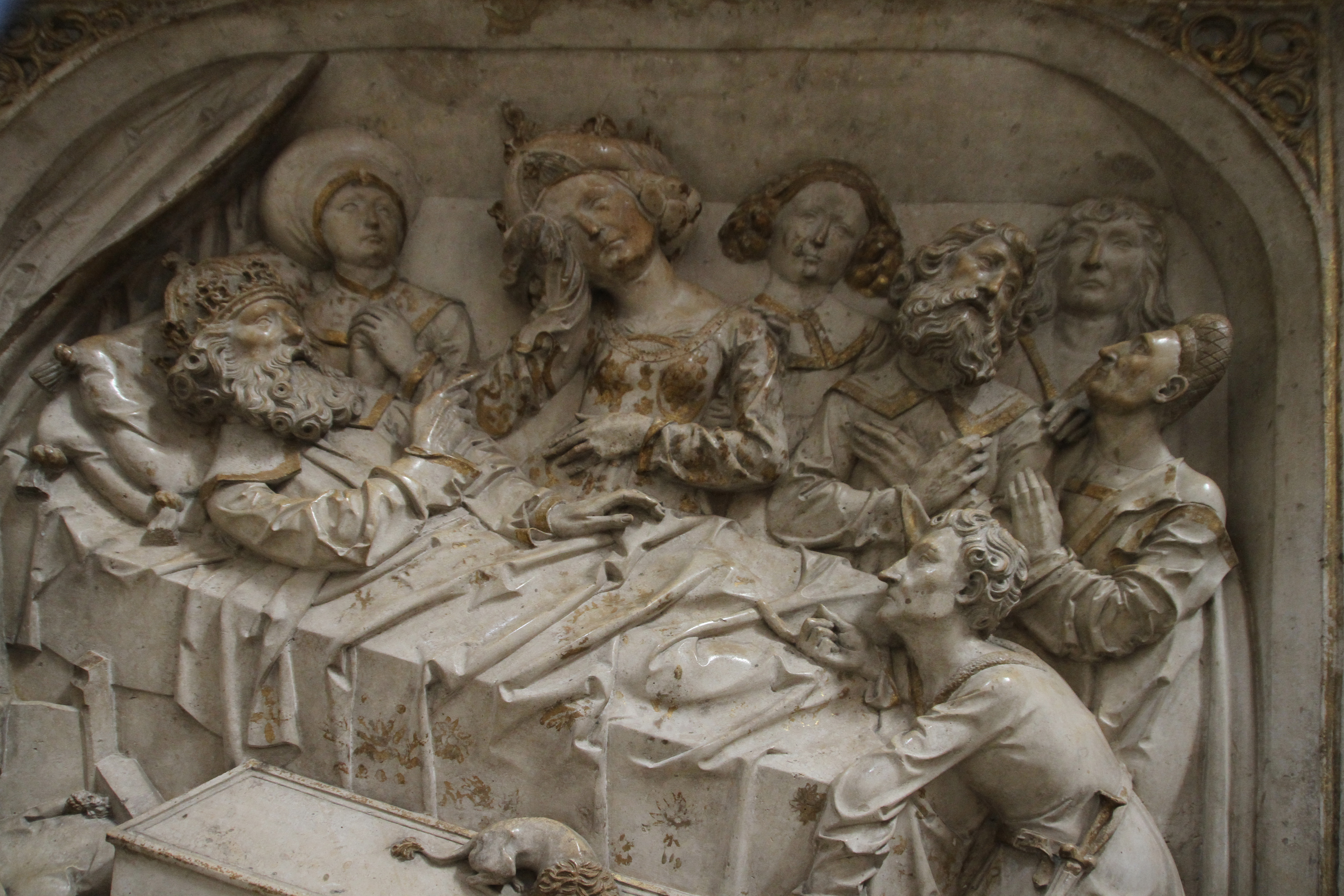
Heinrich auf dem Sterbebett (Ausschnitt)

Diese Szene zeigt, wie Kunigunde und einige Mitglieder des Hofstaats den sterbenden Kaiser betrauern. Heinrich liegt auf dem Sterbebett, während seine Gemahlin mit einem Tuch die Tränen trocknet. Am Fußende seines Bettes lockt ein verkleideter Teufel mit einem stark vergrößerten Zeigefinger. Heinrich aber zeigt auf Kunigunde und spricht, dass er seine Gemahlin als Jungfrau erhalten habe und als Jungfrau zurücklasse.

### Die Seelenwägung
Die Seelenwägung des heiligen Heinrich zeigt, wie sich der Erzengel Michael und der Teufel um die Seele des Kaisers streiten. Als der heilige Laurentius einen Kelch als Zeichen für Heinrichs fromme Taten in die Waagschale legt, schlägt die Waage zu seinen Gunsten aus:
„Die Sterbestunde Kaiser Heinrichs war gekommen. Im Benediktinerkloster auf dem Michelsberg zu Bamberg stand ein Mönch vor der Zelle. Zu seinem Schrecken sah er eine große Anzahl Teufel mit grausigem Getöse vorüberziehen. Beherzt fragte er einen von ihnen, wohin sie des Weges zögen. Da vernahm er mit Grauen, dass sie zum Sterbebett des Kaisers eilten, um sich einen Anteil an seiner Seele zu sichern.
Der Mönch, des frommen, christlichen Lebenswandels Heinrichs eingedenk, konnte sich die Anwesenheit dieser höllischen Geister an seinem Sterbelager nicht erklären. So packte er einen der Teufel und sprach zu ihm: ‚Gehe hin und verrichte dein scheußliches Handwerk, soweit Gott es dir zulässt! Wenn du deinen Willen vollbracht hast, so beschwöre ich dich bei dem lebendigen Gott, kehre zu mir zurück und erzähle den Ausgang eures Handelns!‘
Die Teufel schwirrten davon und kamen an das Sterbelager Kaiser Heinrichs. Wie sehr sie sich auch bemühten, es gelang ihnen nicht, auch nur den geringsten Teil der kaiserlichen Seele zu gewinnen. Schmählich enttäuscht, mit Schimpf und Schande mussten sie weichen.
Der eine aber, der vom Mönch beschworen war, kam zitternd vor dessen Klause und berichtete den Hergang:
‚O wehe, wir sind verachtet, verspottet und mit Lachen in die Flucht getrieben worden! Die Engel Gottes und wir standen an der großen Waage, in der die guten und die bösen Taten des Kaisers abgewogen werden sollten. Wir bemühten uns, aus dem Leben Heinrichs ein schweres Gewicht für unsere Seite zu türmen. Die Engel aber standen tatenlos dabei. Sie wussten, dass ihnen die fromme, demütige Seele Heinrichs schließlich doch zufallen musste. Wir zogen mit aller Kraft. Schon wollte sich die Waagschüssel neigen. Da erschien ein gebratener Mann, angetan mit feierlichem Priestergewand. Er warf einen großen, goldenen Kelch auf die Gegenseite, so dass sie tief, tief sank. Darauf hauchte der Kaiser seine Seele friedlich aus und die Engel nahmen sie mit sich fort.‘“
Zu dem (fehlenden) Zünglein an der Waage gibt es die Sage, dass die Welt untergehen werde, wenn es ganz in der Mitte stehe:
„Zu Bamberg, auf Kaiser Heinrichs Grab, ist die Gerechtigkeit mit einer Waagschale in der Hand eingehauen. Die Zunge der Waage steht aber nicht in der Mitte, sondern neigt etwas auf eine Seite. Es gehet hierüber ein altes Gerücht, daß, sobald das Zünglein ins Gleiche komme, die Welt untergehen werde.“

### Die Heilung vom Steinleiden
Heinrich litt oft unter Nierensteinen. Bei einem Aufenthalt im Kloster Montecassino soll Heinrich im Schlaf durch den heiligen Benedikt (mit dem Messer in der Hand) von seinem Steinleiden geheilt worden sein, während sein Arzt schlafend am Bett saß. Der Kaiser erwachte am Morgen mit dem (überdimensionierten) Nierenstein in seiner Hand:

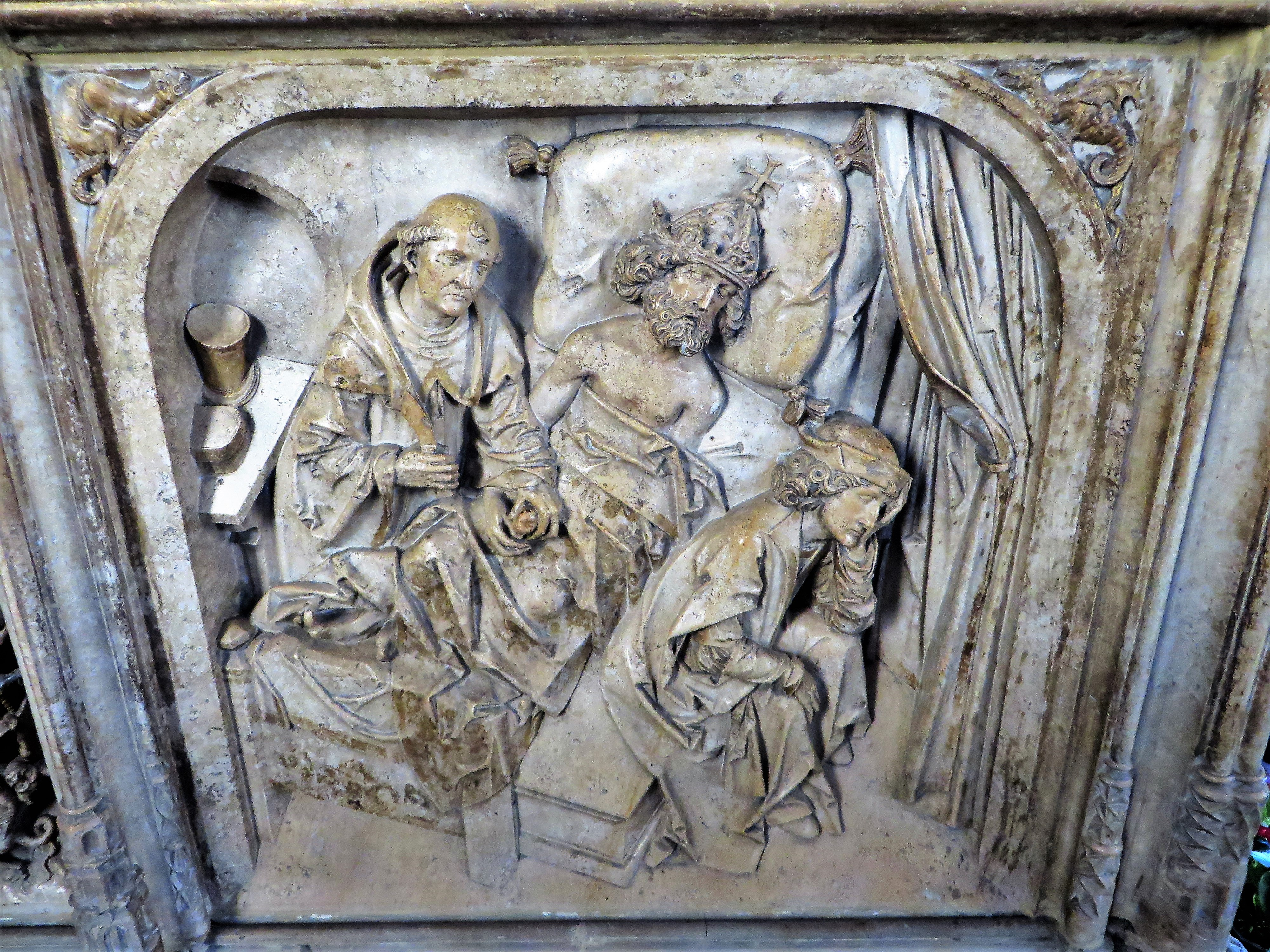
Die Heilung vom Steinleiden

„Heinrich war von einem Steinleiden arg geplagt und lag im Kloster Monte Cassino krank darnieder. Keiner konnte ihm helfen. Der Kaiser aber wusste, dass dies des Klosters Stifter, Sankt Benediktus, wohl vermöchte. Er zweifelte aber, ob der Leib des Heiligen wirklich hier ruhe. Die Krankheit war die Strafe dafür, dass Heinrich in früherer Zeit einmal, als er noch nicht Kaiser war, eingewilligt hatte, dass bei einer Reise etliche Rosse im Kapitelsaale eines Klosters des hl. Benedikt untergebracht wurden. Es war damals die einzige Möglichkeit, die Pferde einzustellen. Als nun Heinrich in Monte Cassino schlief, erschien ihm der Heilige im Traum und gab ihm kund, sein Leichnam sei tatsächlich hier beigesetzt und er habe die Stätte nicht verlassen, wo er einst die Regel seines Ordens geschrieben. Um dem zweifelnden Kaiser aber ein Zeichen zu geben, rührte ihm St. Benedikt die Seite an, öffnete sie, nahm den Stein heraus und ließ die Wunde sogleich wieder heilen. Den Stein legte der Heilige in des Schlafenden Hand. Als dieser erwachte, fand er ihn, dankte für seine Heilung und alle die Seinigen freuten sich mit ihm“.

### Deckplatte des Kaisergrabs
Auf der monumentalen Deckplatte, die nur von oben betrachtet werden kann, sind Heinrich und Kunigunde als liegende Figuren dargestellt. Zu ihren Füßen liegen zwei Löwen mit dem bayerischen und luxemburgischen Wappen. Während die Deckplatte als eigenhändige Arbeit Riemenschneiders anzusehen ist, dürften die seitlichen Reliefs unter Mitwirkung von Gehilfen entstanden sein.

### Inschrift
Die Tafeln am Grab haben folgende lateinische Inschriften:
„GLORIA HAEC EST – OMNIBVS SANCTIS EIVS“
(Übersetzung: „Diese Ehre wird all seinen Heiligen zuteil.“).
Die untere Tafel hat folgende Inschrift:
„D[eO] O[ptimO] M[aXlmo] – HVMANI GENERIS REDEMPTORI IESV CHRISTO HVIVS ECCLESIAE FVNDATORIBVS TVTORIBVS PATRONIS DIVIS HENRICO ET KVNEGVNDAE CAESAREIS ET VIRGINEIS CONIVGIBVS ARAM TROPHOEVM MONVMENTVM SACRAVIT EREXIT POSVIT M[elchior] O[tto] E[piscopus]“
(Übersetzung: „Dem größten und besten Gott, dem Erlöser des Menschengeschlechts, Jesus Christus, den Gründern, Schützern und Patronen dieser Kirche, den heiligen Heinrich und Kunigunde, dem kaiserlichen und jungfräulichen Ehepaar, hat Altar, Denkmal und Grabtumba geweiht, aufgeführt und errichtet Melchior Otto, Bischof.“)

## Film
Kaiser Heinrich II., BR 2012, eine Filmdokumentation von Bernhard Graf, in die das Kaisergrab integriert ist.